# Garūs-e Soflá
Garūs-e Soflá (persiska: گَروسِ سُفلَى, گَروس, گَروسِ پائين, گروس سفلی) är en ort i Iran.   Den ligger i provinsen Kermanshah, i den nordvästra delen av landet, 400 km väster om huvudstaden Teheran. Garūs-e Soflá ligger 1 350 meter över havet och antalet invånare är 155.
Terrängen runt Garūs-e Soflá är huvudsakligen kuperad, men västerut är den bergig. Garūs-e Soflá ligger nere i en dal. Runt Garūs-e Soflá är det ganska tätbefolkat, med 116 invånare per kvadratkilometer. Närmaste större samhälle är Şaḩneh, 12,7 km nordväst om Garūs-e Soflá. Trakten runt Garūs-e Soflá består i huvudsak av gräsmarker.